# Пир Панджал
Пир Панджал е високопланински хребет издигащ се в най-западната част на Малките Хималаи, по-голямата част на който е разположена в Северозападна Индия и малка част в Пакистан. Простира се от северозапад (долината на река Джелам) на югоизток (долината на река Биас) на протежение от 450 km. Най-високият връх е Индрасан (6221 m), издигащ се в крайната му югоизточна част. На север Кашмирската долина го отделя от Големите Хималаи, а на юг склоновете му постепенно потъват в Индо-Гангската равнина. Изграден е основно от варовици, андезити и базалти. С изключение на южните, останалите му склонове са стръмни, разчленени от дълбоки дефилета (каньона на река Чинаб. Гребените му са остри и зъбчати. Има многочислени ледникови езера и карови ледници по северния склон. Покрит е с гъсти, предимно иглолистни гори.